# Tudor Vornicu (sportiv)
Vornicu Tudor este sportiv român, practicant de karate, membru al clubului „Ceahlăul” din Piatra Neamț. În anul 2004, la Campionatele Europene de karate pentru juniori, desfășurate la Praga, Vornicu Tudor a devenit campion european la kumite, făcând parte din echipa României, alături de colegii săi de club, Geanina Pricopi, Alexandru Pintilie și Răzvan Cușu. În 2003, Vornicu Tudor a fost medaliat cu medalia de argint a aceleiași competiții.Tot la kumite,sportivul mai detine in palmares si titluri de  multiplu campion mondial,cat si de multiplu campion national.
Campionat mondial Polonia(Lodz) 2007:
-Locul 3 kumite individual;
-Locul 1 kumite echipe;
Campionat National Romania(Galati) 2007:
-Locul 1 kumite individual;
-Locul 1 kumite echipe;
Campionat mondial Italia (Ligniano Sabiadoro) 2005:
-Locul 2 kumite echipe.
Campionat european Cehia(Praga)2004:
-Locul 1 kumite echipe.

Campionat european Cehia(Praga) 2003:
-Locul 1 kumite echipe;
-Locul 2 kumite individual;